# جو بوكهالتر
جو بوكهالتر (بالإنجليزية: Joe Buckhalter)‏ مواليد 01 أغسطس 1937 - الوفاة 30 ديسمبر 2013، كان لاعب كرة سلة أمريكي. بدأ مسيرته الاحترافية في سنة 1961. تم اختياره من قبل فريق أتلانتا هوكس خلال الدرافت. حمل الرقم 21. بلغ طوله 6 قدم 7 بوصة (2.0 م). اعتزل اللعب في 1964.

## روابط خارجية
- جو بوكهالتر على موقع إن بي أي (الإنجليزية)
- جو بوكهالتر على موقع سبورتس رفرنس (الإنجليزية)
- جو بوكهالتر على موقع ريلجم (الإنجليزية)
- جو بوكهالتر على موقع بروبوليرز (الإنجليزية)